# اگه می‌تونی منو بگیر (فیلم ۱۹۸۹)
اگه می‌تونی منو بگیر (انگلیسی: Catch Me If You Can) فیلمی در ژانر اکشن به کارگردانی استیون سامرز است که در سال ۱۹۸۹ منتشر شد. این فیلم نخستین کاری بود که استیون سامرز کارگردانی کرد. از بازیگران آن می‌توان به گرانت هسلو، جفری لوئیس و ام امت والش اشاره کرد.